# 思茅文庙
思茅文庙，即普洱府思茅厅文庙，位于云南省普洱市思茅区思茅街道思茅一中老校区内。清嘉庆十九年（1814年）始建，道光二十年（1840年）迁至今址:122，光绪七年（1881年）重修。现存泮池、状元桥，以及1996年重建的棂星门、大成殿。
1987年4月16日公布为思茅县（现思茅区）文物保护单位。

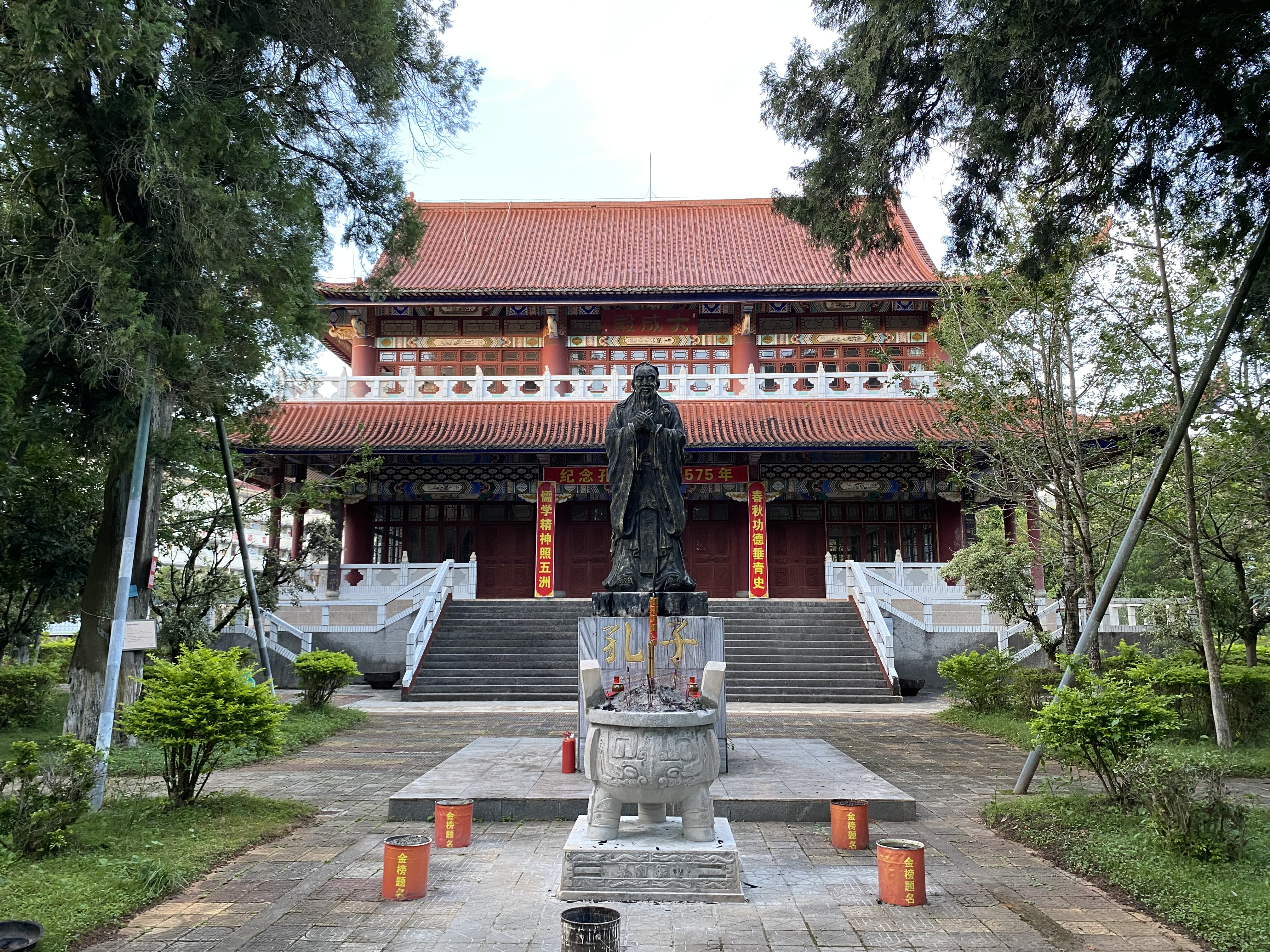
大成殿、孔子像
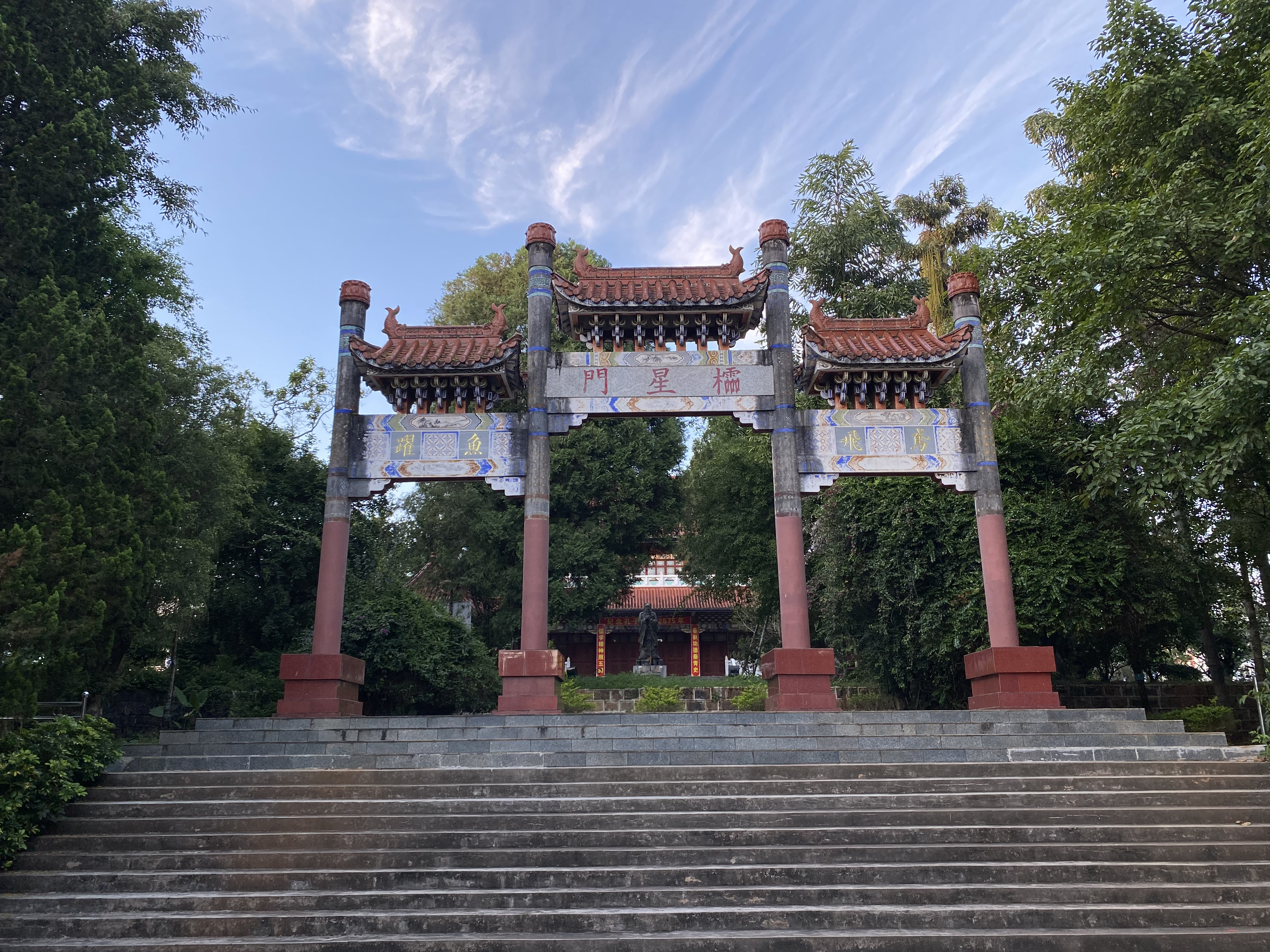
棂星门
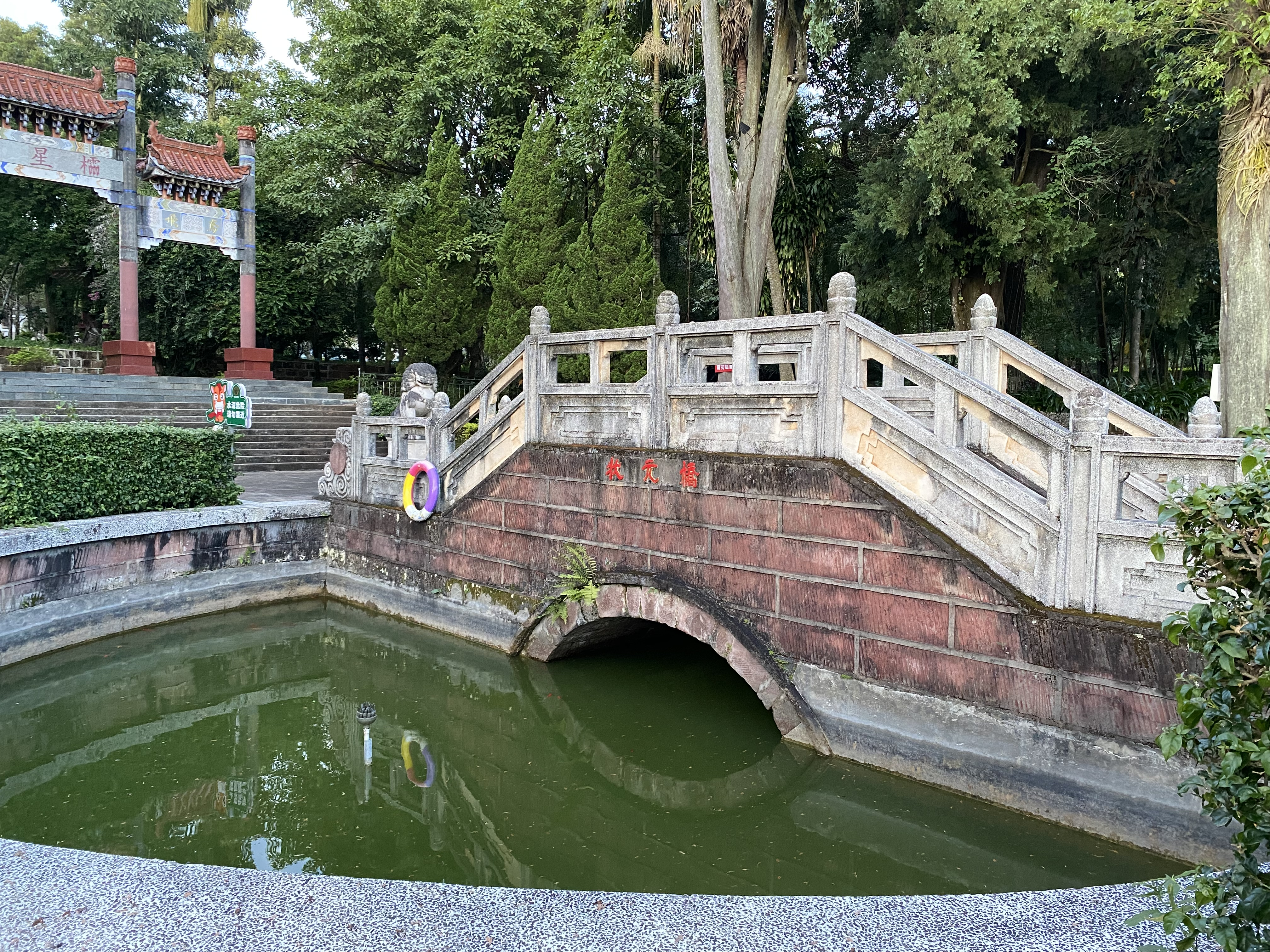
泮池、泮桥